# Christoph Niering
Christoph Niering (* 16. Dezember 1962 in Köln) ist ein deutscher Rechtsanwalt und Insolvenzverwalter. Niering ist zudem seit 2011 Vorsitzender des Berufsverbandes der Insolvenzverwalter und Sachwalter in Deutschland (VID).

## Leben und Leistungen

### Ausbildung und Berufsleben
Nach Beendigung seiner Schulzeit studierte Niering 1982 bis 1987 Rechtswissenschaften an der Universität zu Köln sowie an der Ruprecht-Karls-Universität Heidelberg. Nach seinem Studium begann er 1988 sein juristisches Referendariat, das ihn unter anderem nach Aachen, London, Speyer und Köln führte. Im Anschluss promovierte Niering 1991 an der Universität zu Köln.
Nach seiner Promotion ging Niering zur Treuhandanstalt nach Leipzig, wo er unter anderem als Liquidator diverser Treuhandunternehmen tätig war. Seit 1992 ist Niering als Konkurs- und Insolvenzverwalter sowie Sachwalter vor allem für die Amtsgerichte Aachen, Bonn, Essen, Köln, Krefeld, Mönchengladbach und Siegen tätig. 1993 wechselte er zu einer Kölner Kanzlei, zunächst als angestellter Rechtsanwalt, von 1996 bis 2012 als Partner der Kanzlei. 2004 gründete er eine Insolvenzverwaltung GbR, die fünf Jahre später mit einer Kanzlei weiterer Rechtsanwälte und Insolvenzverwalter fusionierte. Niering hat in seiner über 25-jährigen Tätigkeit mehr als 2.000 Insolvenzverfahren, u. a. SolarWorld GmbH, CBB Holding AG, Vivacon AG, Katholische Kliniken Oberhausen gGmbH betreut.

### Funktionen
Niering wurde im Jahr 2011 für vier Jahre zum Vorsitzenden des Verbands Insolvenzverwalter und Sachwalter Deutschlands gewählt. Im Mai 2015 wurde er auf der Mitgliederversammlung des Berufsverbandes in Mannheim in diesem Amt bestätigt und im Mai 2019 erneut für weitere vier Jahre. Im Mai 2023 wählten ihn die Mitglieder des Berufsverbandes für eine vierte Amtsperiode.  Schwerpunkt seiner Arbeit ist die Sicherung der Unabhängigkeit von Insolvenzverwaltern und die weitere Verbesserung der Qualität der Insolvenzverwaltung. Darüber hinaus ist Niering als Sachverständiger des Deutschen Bundestags für insolvenzrechtliche Fragestellungen und als Lehrbeauftragter der Technische Hochschule Köln tätig.

### Weitere Aktivitäten
- Vorsitzender des Vorprüfungsausschusses für den Fachanwalt für Insolvenzrecht für den Oberlandesgerichtsbezirk Köln[9]
- Vorstand des Arbeitskreises für Insolvenzwesen Köln e. V.[10]
- Mitglied des Arbeitskreises für Insolvenzrecht im Deutschen Anwaltverein e. V.[11]

## Veröffentlichungen
- mit Christoph Hillebrand: Wege durch die Unternehmenskrise. Sanieren statt Liquidieren – Ein Praxisleitfaden für Steuerberater und Rechtsanwälte Springer Gabler, 2022 (5. Auflage), ISBN 978-3-658-38709-9.
- Non performing Ioans. C.H.Beck, NZI 2008, 146.
- Der zwangsverwaltende Insolvenzverwalter. Zap Verlag, ZInsO 2008, 790.
- Sozialansprüche als Stolperstein im Insolvenzplanverfahren. C.H.Beck, NZI 2010, 285.
- Sanierung und Insolvenz im Umfeld der öffentlichen Hand., in: Festschrift für Heinz Vallender, (Hrsg.: Graf-Schlicker/Prütting/Uhlenbruck), RWS Verlag, Köln 2015.
- Der Konzern im Insolvenzverfahren, in: Handbuch zum Konzerninsolvenzrecht, (Hrsg.: Flöther/Kahlert), C.H.Beck, 2018 (2. Auflage).
- Zulassung, Berufsordnung und Kammer für Insolvenzverwalter, in: Festschrift für Marie Luise Graf-Schlicker (Hrsg.: Czerwenka/Korte/Kübler), RWS Verlag, Köln 2018.
- Insolvenzverfahren 4.0, mit Daniel Bergner, in: Festschrift für Godehard Kayser (Hrsg.: Bork/Grupp/Kübler), RWS Verlag, Köln 2019.